# 小马亚奇基农村居民点
小马亚奇基农村居民点（俄语：Маломаяченское сельское поселение）是俄罗斯联邦别尔哥罗德州普洛霍罗夫卡区所属的一个农村居民点。其下辖有2个居民点，行政中心为小马亚奇基。据2016年统计，该农村居民点的人口为545人。